# FIBA Europapokal der Landesmeister 1966/67
Die Saison 1966/67 war die 10. Spielzeit des FIBA Europapokal der Landesmeister, der von der FIBA Europa veranstaltet wurde.
Den Titel gewann zum dritten Mal Real Madrid aus Spanien.

## Modus
An der Endrunde nahmen die 15 Meister der jeweiligen nationalen Liga teil, inklusive Titelverteidiger Simmenthal Olimpia Milano. Zuerst wurde eine Qualifikation gespielt. Die Sieger der Spielpaarungen wurden in Hin- und Rückspiel ermittelt. Entscheidend war das gesamte Korbverhältnis beider Spiele.
Die Sieger der Spielpaarungen im Achtelfinale und in der Top-8-Gruppenphase wurden ebenfalls in Hin- und Rückspiel ermittelt. Der Gewinner des Wettbewerbs wurde in einem Final-Four-Turnier ermittelt.

## 1. Runde (Qualifikation)
|                            | Gesamt  |                           | Hinspiel | Rückspiel |
| -------------------------- | ------- | ------------------------- | -------- | --------- |
| Fribourg Olympic Basket    | 104:171 | Vorwärts Leipzig          | 61:84    | 43:87     |
| WAC Casablanca             | 117:158 | ASVEL Lyon                | 75:80    | 42:78     |
| Steaua Bukarest            | 195:150 | Union Kuenring            | 96:81    | 99:69     |
| Honvéd Budapest            | 167:120 | Galatasaray Istanbul      | 94:55    | 73:65     |
| SISU Basketball Kopenhagen | 110:134 | USC Heidelberg            | 61:62    | 49:72     |
| BBC Black Star Mersch      | 91:225  | Real Madrid               | 44:100   | 47:125    |
| Alvik BK                   | 135:154 | Torpan Pojat              | 63:69    | 72:85     |
| KR Reykjavík               | 127:203 | Simmenthal Olimpia Milano | 63:90    | 64:113    |

- Freilos:  Herley Amsterdam

## Teilnehmer an der Endrunde
| Teilnehmer       | Teilnehmer | Teilnehmer                |
| Land             | Anzahl     | Mannschaften              |
| ---------------- | ---------- | ------------------------- |
| Belgien          | 1          | Racing Basket Mechelen    |
| Bulgarien        | 1          | Lokomotive Sofia          |
| BR Deutschland   | 1          | USC Heidelberg            |
| DDR              | 1          | Vorwärts Leipzig          |
| Finnland         | 1          | Torpan Pojat              |
| Frankreich       | 1          | ASVEL Lyon                |
| Griechenland     | 1          | AEK Athen                 |
| Italien          | 1          | Simmenthal Olimpia Milano |
| Jugoslawien      | 1          | AŠK Olimpia Ljubljana     |
| Niederlande      | 1          | Herley Amsterdam          |
| Polen            | 1          | Legia Warschau            |
| Rumänien         | 1          | Steaua Bukarest           |
| Spanien          | 1          | Real Madrid               |
| Tschechoslowakei | 1          | TJ Slavia VŠ Prag         |
| Ungarn           | 1          | Honvéd Budapest           |

## Achtelfinale
|                  | Gesamt  |                           | Hinspiel | Rückspiel | Entscheidungsspiel |
| ---------------- | ------- | ------------------------- | -------- | --------- | ------------------ |
| Vorwärts Leipzig | 127:116 | Legia Warschau            | 57:51    | 70:65     |                    |
| AEK Athen        | 110:122 | ASVEL Lyon                | 64:53    | 46:69     |                    |
| Herley Amsterdam | 156:159 | AŠK Olimpia Ljubljana     | 74:72    | 82:87     |                    |
| Steaua Bukarest  | 203:219 | TJ Slavia VŠ Prag         | 76:72    | 66:70     | 61:77 1            |
| Honvéd Budapest  | 150:167 | Racing Basket Mechelen    | 80:76    | 70:91     |                    |
| USC Heidelberg   | 177:197 | Real Madrid               | 88:93    | 89:104    |                    |
| Torpan Pojat     | 159:190 | Simmenthal Olimpia Milano | 79:100   | 80:90     |                    |

Freilos:  Lokomotive Sofia

## Gruppenphase (Top 8)
Die Sieger der Spielpaarungen in der Gruppenphase wurden in Hin- und Rückspiel ermittelt. Entscheidend war das Gesamtergebnis beider Spiele. Wer dies für sich entschied, bekam den Sieg gutgeschrieben.
Bei Punktgleichheit zweier oder dreier Teams entschied nicht das Korbverhältnis, sondern der direkte Vergleich untereinander.

### Gruppe A
| Team                 | Sp | S | N | P+  | P-  |
| -------------------- | -- | - | - | --- | --- |
| 1. Real Madrid       | 3  | 3 | 0 | 502 | 449 |
| 2. TJ Slavia VŠ Prag | 3  | 2 | 1 | 497 | 458 |
| 3. Vorwärts Leipzig  | 3  | 1 | 2 | 401 | 433 |
| 4. Lokomotive Sofia  | 3  | 0 | 3 | 454 | 514 |

### Gruppe B
| Team                         | Sp | S | N | P+  | P-  |
| ---------------------------- | -- | - | - | --- | --- |
| 1. Simmenthal Olimpia Milano | 3  | 3 | 0 | 593 | 526 |
| 2. AŠK Olimpia Ljubljana     | 3  | 1 | 2 | 487 | 480 |
| 3. Racing Basket Mechelen    | 3  | 1 | 2 | 527 | 527 |
| 4. ASVEL Lyon                | 3  | 1 | 2 | 427 | 498 |

## Final Four
Das Final Four fand in Madrid statt.

### Halbfinale
|                           | Ergebnis |                       |
| ------------------------- | -------- | --------------------- |
| Real Madrid               | 88:86    | AŠK Olimpia Ljubljana |
| Simmenthal Olimpia Milano | 103:97   | TJ Slavia VŠ Prag     |

### Spiel um Platz 3
|                       | Ergebnis |                   |
| --------------------- | -------- | ----------------- |
| AŠK Olimpia Ljubljana | 83:88    | TJ Slavia VŠ Prag |

### Finale
|             | Ergebnis |                           |
| ----------- | -------- | ------------------------- |
| Real Madrid | 91:83    | Simmenthal Olimpia Milano |

- Final-Topscorer:  Steve Chubin (Simmenthal Olimpia): 34 Punkte